# Котлин (гмина)
Котлин (пол. Kotlin) — сельская гмина (волость) в Польше, входит как административная единица в Яроцинский повет, Великопольское воеводство. Население — 7212 человек (на 2007 год).

## Сельские округа
1. Котлин
2. Курцев
3. Магнушевице
4. Орпишевек
5. Пажев
6. Рацендув
7. Славошев
8. Твардув
9. Вильча
10. Воля-Ксёнженца
11. Высоготувек
12. Вышки

## Соседние гмины
1. Гмина Чермин
2. Гмина Добжица
3. Гмина Яроцин
4. Гмина Плешев
5. Гмина Жеркув